# Chris Bonington
Sir Chris Bonington (Christian John Storey Bonington, * 6. srpna 1934) je anglický horolezec, cestovatel a mořeplavec, o horolezectví napsal také řadu knih.
Horolezectví se začal věnovat ve svých šestnácti letech, v roce 1951. Později působil v armádě. V roce 1960 vystoupil na vrchol Annapurna II. Účastnil se i dalších expedic do Himálaje, například jižní stěnou na Annapurnu (sám vrcholu nedosáhl). Třikrát se neúspěšně pokoušel o dosažení vrcholu Mount Everestu (počtvrté jej dosáhl, nicméně slavná je jím vedená expedice jihozápadní stěnou v roce 1975). Roku 1962 vylezl spolu s Ianem Cloughem severní stěnou na Eiger. Roku 1983 dosáhl nejvyššího vrcholu Antarktidy Vinson Massif.